# Rhizogoniaceae
Rhizogoniaceae là một họ rêu trong bộ Eubryales.